# Катима Мулило (летище)
Летище Катима Мулило (наречено още Мпача) е летище в североизточна Намибия обслужващо вътрешните полети за пътници до региона Ивица Каприви. Разположено е на около 5 km. извън административния център на региона град Катима Мулило. Летището изпълнява вътрешни полети - частни и граждански обслужвани от Air Namibia с полетите си до летище Ерос на столицата Виндхук.